# Proterochampsidae
Proterochampsidae é um pequeno grupo de Archosauriformes semi-aquáticos. Eles pareciam ter preenchido um nicho ecológico semelhante aos crocodilos modernos, e eram em geral parecidos com os Crocodyliformes atuais. Eles viveram no que era então a região ocidental do Gondwana, durante o Triássico Médio e Superior das formações Chañares e Ischigualasto da Argentina, e na Formação Santa Maria do Brasil.

## Nomenclatura e filogenética
Proterochampsidae foi nomeado em 1966 por Alfred Sherwood Romer, em seu livro Paleontologia de Vertebrados, 3 ª edição. Várias autoridades colocam-no como arcossauros (Benton 1985, Benton, 1990), Proterosuchia (Carroll, 1988), Archosauromorpha  (Sereno 1991) e, mais recentemente por alguns bancos de dados on-line ou como um táxon não-existentes ou Crocodylomorpha. No entanto, recentemente Proterochampsidae têm se estabelecido como um grupo dentro de Archosauriformes e próximo ao grupo coronal Archosauria (i.e. Sereno, 1991; Dilkes & Sues, 2009; Ezcurra et al., 2010), como provável táxon irmão do grupo Doswelliidae (Ezcurra, 2016).

## Características definidoras
No livro de Romer o Proterochampsidae é definido de forma geral com crânio baixo, com fenestra dorsal pequena, sem forame parietal (pineal) ou fossa; pós-orbital forte, dorsalmente rugoso, crista horizontal ; forames de carótidas internas; intervertebral central ausentes; primitiva placa similar a pelve; tubérculo do calcâneo com algum desvio posterior de projeção lateral; facetas do astrágalo da tíbia e fíbula adjacentes; tubérculo do calcâneo mais alta do que larga; faceta do calcâneo para fíbula contínua com a faceta distal do tarso IV; calcâneo com faceta cilíndrica do astrágalo; armadura dérmica; predadores aquáticos do Oeste do Gonduana (Parrish, 1993;  Sereno, 1991).

## Ecologia
Esta família inclui animais muito diferentes entre si, mas todas as espécies possuem características morfológicas convergentes às dos Pseudosuchia, o que permite inferir que tais animais seriam especializados para um hábito de vida aquático, ou pelo menos semi-aquático. Por este motivo os primeiros espécimes de Proterochampsidae eram interpretados como representantes de Phytosauria, Pseudosuchia, ou até mesmo Crocodyliformes.  Alguns proterocampsideos não atingem o comprimento de um metro, como Cerritosaurus, mas outros, como Proterochampsa, poderia chegar a cinco metros de comprimento e foram, sem dúvida, um dos maiores predadores do Triássico. O grupo desempenhou um importante papel na recuperação faunística e primeira irradiação de diapsídeos durante o Triássico, após a extinção em massa ao final do Permiano.

## Taxonomia
Proterochampsidae foi proposto por Romer (1966). Foi atribuído a Proterosuchia por Carroll (1988); para Archosauria por Benton (1985) e Benton (1990); e Archosauria por Sereno (1991). A taxonomia de base ainda não é geralmente aceita. Veja abaixo:
- Clado Proterochampsia
  - Família Proterochampsidae
    - Gênero Cerritosaurus (Price, 1946) - atribuído à Proterochampsidae por Carroll (1988).
      - Espécie Ce. binsfeldi (Price, 1946).

    - Gênero Chanaresuchus (Romer, 1971) - atribuído à Proterochampsidae por Romer (1971), Carroll (1988), e Benton (1990).
      - Espécie Ch. bonapartei (Romer, 1971).

    - Gênero Gualosuchus (Romer, 1971) - atribuído à Proterochampsidae por Romer (1971) e Carroll (1988).
      - Espécie G. reigi (Romer, 1971).

    - Gênero Proterochampsa (Reig, 1959) - atribuído à Proterochampsidae por Carroll (1988).
      - Espécie Pr. barrionuevoi (Reig, 1959).
      - Espécie Pr. nodosa (Barberena, 1982).

    - Gênero Pseudochampsa (Trotteyn & Ezcurra, 2014) - atribuído à Proterochampsidae por Trotteyn & Ezcurra (2014).
      - Espécie Ps. ischigualastensis (Trotteyn & Ezcurra, 2014).